# 音素文字
音素文字（おんそもじ、英: segmental script、単音文字とも）は、表音文字のうち、音素が表記の単位になっている文字体系のこと。
アブジャド、アブギダ、アルファベットに細分される。

## 概要
音素には母音と子音があり、それぞれが字母を持ち、それらを組み合わせて発音を表すことで言語を表記する 。ただし文字によっては子音の字母しか持たないものや、母音を子音の字母への修飾によって表すものもある。音素文字の例としては、アラビア文字、デーヴァナーガリー、ラテン文字などがある。
音素文字に対して、音節が表記の単位となっている表音文字体系を音節文字と呼ぶ。
音素文字をさらに細分してアブギダ、アブジャド、アルファベットに区分することもある。この区分は en:Peter T. Daniels が提唱したものである (詳細は各項目の解説を参照)。欧米では、音素文字一般を俗に「アルファベット」 (英: alphabet) と呼ぶことが多い。
音素文字を用いる表記は言語の発音をほぼ表すと言えるが、人工言語を表記する場合は例外として、必ずしも現実の言語で用いられている表記では、発音に正確に対応するとはかぎらない。例えば、ラテン語は母音字の長音・短音の区別は表記されない。長音・短音の区別を表記する言語もあり、英語では大半は区別でき、ドイツ語では概ね区別できる。
また、言語の発音は歴史的に音韻変化を起こすことが多いが、文字の表記は変化しないことも原因となる。たとえば現代英語の knight と night は、発音では区別されなくなっているが文字の表記は異なる。このような綴りが保持されることは、形態素同士が発音だけで区別できなくなる不便を補っていると考えられている。また、文字の種類が発音の種類に完全に対応していない場合もあり、例えば英語では母音が14種類存在するが、その母音の数に対応する数の文字は存在しない。
一方で現代ドイツ語のように、正しい綴り方を規定し、ウムラウト記号の付加によって発音に対応する母音の種類を増やし、表記と発音の一致に努めている例もある。